# Loudoun Valley Estates
Loudoun Valley Estates è un census-designated place (CDP) degli Stati Uniti d'America, situato nello stato della Virginia, nella contea di Loudoun. Secondo il censimento del 2020 gli abitanti di Loudoun Valley Estates ammontavano a 11 436.